# Estação Ferroviária de Salsas

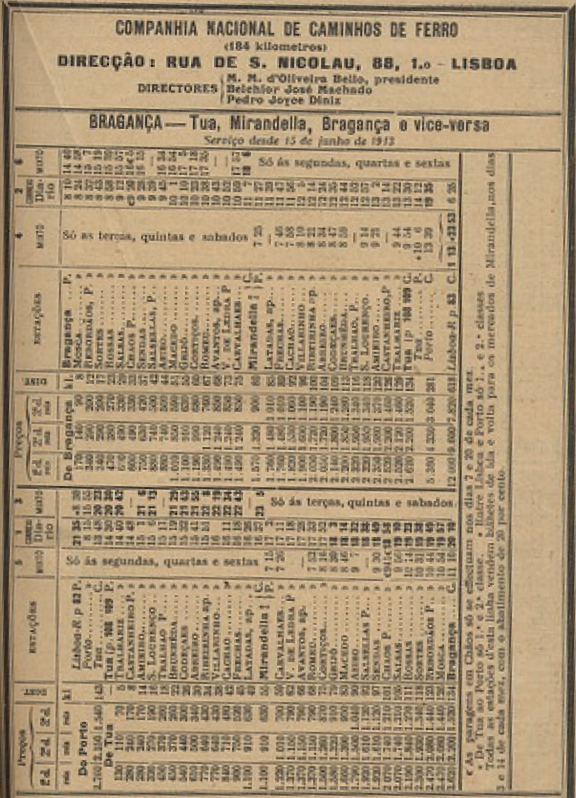
Horario da Linha do Tua em 1913, incluindo a estação de Salsas.

A Estação Ferroviária de Salsas foi uma gare da Linha do Tua, que servia a localidade de Salsas, no concelho de Bragança, em Portugal.

## História
Situava-se no lanço entre Sendas e Rossas, que foi aberto à exploração em 14 de Agosto de 1906. O edifício de passageiros situava-se do lado nascente da via (lado direito do sentido ascendente, a Bragança).
Em 1934, a Companhia Nacional de Caminhos de Ferro instalou uma via de resguardo nesta estação, e em 1939 realizou várias obras de restauro.

O lanço da Linha do Tua entre Mirandela e Bragança foi encerrado em 15 de Dezembro de 1991.